# Сущёво (деревня, Костромская область)
Сущёво — деревня в Костромском районе Костромской области. Входит в состав муниципального образования Чернопенское сельское поселение. Находится в пригородной зоне Костромы.

## Географическое положение
Расположена в юго-западной части области, у реки Качалка (приток Волги). Примыкает к д. Качалово.

## История
С 30 декабря 2004 года Сущёво входит в образованное муниципальное образование Чернопенское сельское поселение, согласно Закону Костромской области № 237-ЗКО.

## Население
| 2008 | 2010 | 2014 |
| ---- | ---- | ---- |
| 6    | ↘0   | ↗1   |

## Инфраструктура
Личное подсобное хозяйство, дачи.  
Школьники прикреплены к МОУ Чернопенская средняя общеобразовательная школа в пос. Сухоногово.

## Транспорт
Автодорога с выездом на федеральную трассу Р-132 «Золотое кольцо» (бывшая Р-600 «Кострома-Иваново»). Сущёво обслуживается пригородным автобусным маршрутом №139 Кострома — Трифоныч (остановка «Качалово»).